# Kareena Kapoor
Kareena Kapoor (em hindi: करीना कपूर; Bombaim, 21 de setembro de 1980) é uma atriz, cantora e modelo indiana. Ela é filha dos atores Randhir Kapoor e Babita, e irmã mais nova da atriz Karisma Kapoor. Famosa por interpretar uma variedade de personagens em uma variedade de gêneros de filmes - de comédias românticas a dramas policiais - Kapoor recebeu vários prêmios, incluindo seis Filmfare Awards, e é uma das atrizes mais populares e mais bem pagas de Bollywood.
Depois de fazer sua estréia como atriz no filme de guerra de 2000 Refugee, Kapoor se estabeleceu com papéis no drama histórico Asoka e no melodrama Kabhi Khushi Kabhie Gham... (ambos em 2001). Esse sucesso inicial foi seguido por uma série de fracassos comerciais e papéis repetitivos, que renderam críticas negativas. O ano de 2004 marcou uma virada para Kapoor, quando ela jogou contra o tipo no papel de uma trabalhadora do sexo no drama Chameli. Em seguida, ela ganhou o reconhecimento da crítica por sua interpretação de uma vítima de motim no drama Dev de 2004 e uma personagem baseada na heroína de William Shakespeare, Desdemona, no filme policial de 2006 Omkara. Outros elogios vieram por suas atuações na comédia romântica Jab We Met (2007), os thrillers Kurbaan (2009) e Talaash: The Answer Lies Within (2012) e os dramas We Are Family (2010), Heroine (2012) e Udta Punjab (2016). Seus lançamentos de maior bilheteria incluem o filme de super-heróis Ra.One (2011), os dramas 3 Idiots (2009), Bodyguard (2011) e Bajrangi Bhaijaan (2015), o filme amigo feminino Veere Di Wedding (2018) e a comédia Good Newwz (2019).
Casada com o ator Saif Ali Khan, com quem tem um filho, a vida de Kapoor fora das telas é objeto de ampla cobertura na Índia. Ela tem a reputação de ser franca e assertiva, e é reconhecida por suas contribuições para a indústria cinematográfica por meio de seu estilo de moda e papéis no cinema. Além de atuar em filmes, Kapoor participa de espetáculos teatrais, apresenta um programa de rádio e contribuiu como co-escritora para três livros: um livro de memórias autobiográfico e dois guias de nutrição. Ela começou sua própria linha de roupas e cosméticos para mulheres e trabalha com a UNICEF desde 2014 na defesa da educação de meninas e para o aumento na educação de qualidade na Índia.

## Filmografia
| Título                      | Ano  | Personagem           | Diretor                     |
| --------------------------- | ---- | -------------------- | --------------------------- |
| Refugee                     | 2000 | Nazneen "Naaz" Ahmed | J. P. Dutta                 |
| Mujhe Kucch Kehna Hai       | 2001 | Pooja Saxena         | Satish Kaushik              |
| Yaadein                     | 2001 | Isha Singh Puri      | Subhash Ghai                |
| Ajnabee                     | 2001 | Priya Malhotra       | Abbas–Mustan                |
| Aśoka                       | 2001 | Kaurwaki             | Santosh Sivan               |
| Kabhi Khushi Kabhie Gham... | 2001 | Pooja "Poo" Sharma   | Karan Joha                  |
| Mujhse Dosti Karoge!        | 2002 | Tina Kapoor          | Kunal Kohli                 |
| Jeena Sirf Merre Liye       | 2002 | Talat Jani           |                             |
| Talaash: The Hunt Begins... | 2003 | Tina                 | Suneel Darshan              |
| Khushi                      | 2003 | Khushi "Lali" Singh  | S. J. Surya                 |
| Main Prem Ki Diwani Hoon    | 2003 | Sanjana              | Sooraj Barjatya             |
| LOC Kargil                  | 2003 | Simran               | J. P. Dutta                 |
| Chameli                     | 2004 | Chameli              | Anant Balani, Sudhir Mishra |
| Yuva                        | 2004 | Mira                 | Mani Ratnam                 |
| Dev                         | 2004 | Aaliya               | Govind Nihalani             |
| Fida                        | 2004 | Neha Mehra           | Ken Ghosh                   |
| Aitraaz                     | 2004 | Priya Malhotra       | Abbas–Mustan                |
| Hulchul                     | 2004 | Anjali               | Priyadarshan                |
| Bewafaa                     | 2005 | Anjali Sahai         | Dharmesh Darshan            |

## Prêmios e indicações
| Premiação                     | Ganhados | Nomeados | Ref.          |
| ----------------------------- | -------- | -------- | ------------- |
| Bollywood Movie Awards        | 2        | 6        | [ 27 ] [ 28 ] |
| Filmfare Awards               | 6        | 13       | [ 29 ] [ 30 ] |
| GIFA Awards                   | 0        | 2        | [ 29 ] [ 30 ] |
| IIFA Awards                   | 4        | 12       | [ 29 ] [ 30 ] |
| Screen Awards                 | 3        | 19       | [ 29 ] [ 30 ] |
| Stardust Award                | 6        | 26       | [ 29 ] [ 30 ] |
| Zee Cine Awards               | 3        | 10       | [ 31 ] [ 32 ] |
| BIG Star Entertainment Awards | 3        | 8        | [ 31 ] [ 32 ] |
| Sansui Viewer's Choice Awards | 2        | 3        | [ 31 ] [ 32 ] |
| Outros                        | 13       | 13       | [ 31 ] [ 32 ] |